# Russian Government Cup 2008
Russian Government Cup 2008 spelades 5-7 december 2008 i Novosibirsk i Ryssland. Ryssland vann turneringen genom att slå Sverige med 5-1 i finalmatchen.

## Matcher
- 5 december 2008: Sverige-Ryssland II 1-1 Novosibirsk, Ryssland
- 5 december 2008: Ryssland-Norge 9-1 Novosibirsk, Ryssland
- 5 december 2008: Ryssland II-Finland 3-2 Novosibirsk, Ryssland
- 5 december 2008: Sverige-Ryssland 12-0 Novosibirsk, Ryssland
- 6 december 2008: Finland-Ryssland 0-7 Novosibirsk, Ryssland
- 6 december 2008: Finland-Norge 6-0 Novosibirsk, Ryssland
- 6 december 2008: Ryssland II-Ryssland 3-6 Novosibirsk, Ryssland
- 6 december 2008: Sverige-Finland 10-0 Novosibirsk, Ryssland
- 6 december 2008: Norge-Ryssland 0-8 Novosibirsk, Ryssland
- 6 december 2008: Ryssland-Sverige 0-0 Novosibirsk, Ryssland

### Sluttabell
| Nr | Lag        | S | V | O | F | GM | IM | MS  | P |
| -- | ---------- | - | - | - | - | -- | -- | --- | - |
| 1  | Ryssland   | 6 | 3 | 1 | 2 | 22 | 4  | +18 | 7 |
| 2  | Sverige    | 4 | 2 | 2 | 0 | 23 | 1  | +22 | 6 |
| 3  | Ryssland-2 | 4 | 2 | 1 | 1 | 15 | 9  | +6  | 5 |
| 4  | Finland    | 4 | 1 | 0 | 3 | 8  | 20 | −12 | 2 |
| 5  | Norge      | 4 | 0 | 0 | 4 | 1  | 35 | −34 | 0 |

### Match om tredje pris
- 7 december 2008: Ryssland II-Finland 5-3 Novosibirsk, Ryssland

### Final
- 7 december 2008: Ryssland-Sverige 5-1 Novosibirsk, Ryssland

### Fotnoter
1. ↑  Andreas Söderman (7 december 2008). ”Sverige förlorade finalen mot Ryssland”. Svenska fans. http://www.svenskafans.com/bandy/269185.aspx. Läst 20 januari 2016.